# Bujnaksk
Bujnaksk (in russo Буйнакск?), conosciuta come Temir-Chan-Šura (in russo Темир-Хан-Шура?) prima del 1922, è una città del Daghestan. Situata 40 km a sud della capitale Machačkala, tra le montagne del Gran Caucaso e bagnata dal fiume Šuraozen', è capoluogo del Bujnakskij rajon.

## Storia
Fondata nel 1834 come avamposto fortificato nei pressi delle rovine della città medioevale di Balanjar. Nel 1864 le fu garantito lo status di città dall'Impero russo; mezzo secolo dopo nel 1920 fu, per un breve periodo capitale della Repubblica delle Montagne del Caucaso Settentrionale. Il 13 novembre 1920 il governo della RSSF Russa dichiarò l'autonomia del Daghestan durante il congresso del popolo daghestano, che si svolse proprio a Temir-Chan-Šura.
Il toponimo attuale viene dal rivoluzionario Ullubij Bujnakskij e fu deciso nel 1922; nel 1970 Bujnaksk fu gravemente danneggiata da un terremoto. La città fu, inoltre, teatro di numerose azioni di guerriglia degli indipendentisti ceceni, in particolare il 22 dicembre 1997, quando attaccarono la base della 136ª Brigata fucilieri motorizzata delle guardie dell'esercito russo, e due anni dopo, nel settembre 1999, quando la città fu uno dei principali obiettivi degli attentati dinamitardi che provocarono quasi 300 vittime civili (anche se ci sono fonti che smentiscono la responsabilità cecena negli avvenimenti, attribuendoli al FSB).